# Othmar Feyl
Othmar Feyl (* 30. April 1914 in Groß-Lippen/Lipno; † 17. Mai 1999 in Berlin) war ein deutscher Bibliothekar.

## Wirken
Othmar Feyl studierte Evangelische Theologie, Geschichte und Philosophie an der Eberhard-Karls-Universität Tübingen. Nach dem Staatsexamen 1937 promovierte er dort im Jahre 1938. Von 1941 bis 1945 war er wissenschaftlicher Assistent an der Karls-Universität Prag. Ab 1951 arbeitete er als wissenschaftlicher Assistent an der Universität Jena und hatte dort u. a. einen Lehrauftrag für tschechoslowakische Geschichte inne. 1958 wurde er wissenschaftlicher Bibliothekar an der Universitätsbibliothek Jena. 1961 habilitierte er sich dort. Ab 1962 war er Professor im Bereich Bibliothekswissenschaft an der Humboldt-Universität und ab 1971 auch wissenschaftlicher Mitarbeiter an der Universitätsbibliothek der Humboldt-Universität.
In seinen zahlreichen Veröffentlichungen beschäftigte er sich insbesondere mit der Geschichte der Universität und der Universitätsbibliothek Jena und den Beziehungen zu Osteuropa.
Seine Tochter ist die Schriftstellerin Renate Feyl (geb. 1944). 

## Schriften (Auswahl)
- Zur volkspolitischen Bedeutung des römisch-rechtlichen und des formal-konfessionellen Volksverständnisses für die grenzvölkische Erziehung und den außerdeutschen Volkskampf. Dissertation Universität Tübingen 1939.
- Unbekannte deutsche Briefe und andere Dokumente von Jan Kollar aus Weimar. In: Zeitschrift für Slawistik, Bd. 1 (1953), S. 121–168.
- Die führende Stellung der Ungarländer in der internationalen Geistesgeschichte der Universität Jena. Beiträge zu einer Geschichte der Ostbeziehungen der Universität Jena bis zum Beginn des 19. Jahrhunderts. In: Wissenschaftliche Zeitschrift der Friedrich-Schiller-Universität Jena/Gesellschafts- und sprachwissenschaftliche Reihe, Jg. 3 (1953/54), H. 4/5, S. 400–445.
- Die Entwicklung des Sokolgründers Heinrich Fügner im Lichte seiner Prager Briefe an den Böhmendeutschen Konservativen Joseph Alexander von Helfert in den Jahre 1848 bis 1865. In: Joachim Tetzner (Hrsg.): Deutsch-Slawischer Wechselseitigkeit in sieben Jahrhunderten. Gesammelte Aufsätze, Eduard Winter zum 60. Geburtstag dargebracht. Akademie-Verlag, Berlin 1956, S. 511–578.
- (Hrsg.): Slavica-Auswahlkatalog der Universitätsbibliothek Jena. Ein Hilfsbuch für Slawisten und Germanoslavica-Forscher. Zwei Bände (= Claves Jenesis, Bd. 4–6). Böhlau, Weimar 1956–1959.
- Deutsche und europäische Bildungskräfte der Universität Jena von Weigel bis Wolff (1650–1850). In: Wissenschaftliche Zeitschrift der Friedrich-Schiller-Universität Jena/Gesellschafts- und sprachwissenschaftliche Reihe, Jg. 6 (1956/57), H. 1/2, S. 27–62.
- Die Universität Jena und die böhmischen Länder. Ein historischer Querschnitt bis 1918; Friedrich Schneider zum 70. Geburtstag. In: Wissenschaftliche Zeitschrift der Friedrich-Schiller-Universität Jena/Gesellschafts- und sprachwissenschaftliche Reihe, Jg. 6 (1956/57), H. 5, S. 462–468.
- Deutsche Bibliographen und Bibliothekare und ihr Anteil an der deutsch-russisch-sowjetischen Wechselseitigkeit. In: Wissenschaftliche Zeitschrift der Friedrich-Schiller-Universität Jena/Gesellschafts- und sprachwissenschaftliche Reihe, Jg. 6 (1956/57), S. 661–686.
- (Mitautor): Geschichte der Universitätsbibliothek Jena. 1549–1945 (= Claves Jensensis, Bd. 7). Böhlau, Weimar 1958.
- Exkurse zur Geschichte der Universitätsbibliothek Jena. Aus der Geschichte des auswärtigen und internationalen Kontakts der Bibliothek. In: Wissenschaftliche Zeitschrift der Friedrich-Schiller-Universität Jena/Gesellschafts- und sprachwissenschaftliche Reihe, Jg. 7 (1957/58), H. 1, S. 34–55.
- Beiträge zur Geschichte der slawischen Verbindungen und internationalen Kontakte der Universitätsbibliothek Jena. Fischer, Jena 1960 (Habilitationsschrift Universität Jena).
- Zur slawistischen Geschichte der Universitätsbibliothek Jena bis zu ihrer Reform durch Goethe (1817). In: Zeitschrift für Slawistik, Bd. 5 (1960), S. 35–57.
- Briefe aus dem Nachlass des Jenaer Philosophen Rudolf Eucken (1900–1926). Zeitüberlegenheit und historisch-politische Wirklichkeit eines idealistischen Philosophen. In: Wissenschaftliche Zeitschrift der Friedrich-Schiller-Universität Jena/Gesellschafts- und sprachwissenschaftliche Reihe, Bd. 10 (1960/61), H. 2, S. 246–294.
- (mit Günter Steiger): Das Buch- und Bibliothekswesen im Spiegel der Jahresverzeichnisse der deutschen Hochschulschriften (1885–1961). Eine Bibliographie (= Bibliographische Mitteilungen der Universitätsbibliothek Jena, Bd. 6). Jena 1964.
- Sozialdemokratischer Revisionismus und Reformismus und die Anfänge des „nationalen Sozialismus“ in Böhmen vor Hitler. In: Wolfgang Steinitz (Hrsg.): Ost und West in der Geschichte des Denkens und der kulturellen Beziehungen. Festschrift für Eduard Winter zum 70. Geburtstag (= Quellen und Studien zur Geschichte Osteuropas, Bd. 15). Akademie-Verlag, Berlin 1966, S. 700–714.
- Deutsche Gelehrte als Leser. Eine Leserschicht-Studie an deutschen Gelehrten-Memoiren (1848–1945). In: Werner Dube (Hrsg.): Buch – Bibliothek – Leser. Festschrift für Horst Kunze zum 60. Geburtstag. Akademie-Verlag, Berlin 1969, S. 499–517.
- Deutsche Verleger und Bibliothekare als Vermittler polnischer Literatur im 19. und 20. Jh. In: Weimarer Beiträge, Bd. 16 (1970), S. 190–203.
- Die Universität Frankfurt (Oder) in der Bildungsgeschichte des östlichen Europa (= Frankfurter Beiträge zur Geschichte, Bd. 8). Frankfurt-Information, Frankfurt 1980.
- Zu den deutsch-russischen Beziehungen von 1861 bis 1917 im Lichte der Buchgeschichte. In: Jahrbuch für Geschichte der sozialistischen Länder Europas, Bd. 32 (1988), S. 203–218.
- Zur Geschichte der öffentlichen Arbeit und Resonanz der Universitätsbibliothek Berlin (= Schriftenreihe der Universitätsbibliothek der Humboldt-Universität zu Berlin, Bd. 56). Berlin 1993.